# Solarstone
 (mai 2021).
Si vous disposez d'ouvrages ou d'articles de référence ou si vous connaissez des sites web de qualité traitant du thème abordé ici, merci de compléter l'article en donnant les références utiles à sa vérifiabilité et en les liant à la section « Notes et références ».
Solarstone (parfois Solar Stone), de son vrai nom Richard Mowatt, est un disc jockey et producteur irlandais de trance, installé au pays de Galles. Il a également utilisé les pseudonymes Young Parisians, Liquid State et Z2.
Il a créé plus d'une dizaine d'albums studio depuis 2006, hors compilation. Son single le plus notable est Seven Cities (1999).
À l'origine, Solarstone, était un groupe composé de Rich Mowatt, Sam Tierney (1996-1997) et Andy Bury (1997-2006). Solarstone est devenu le projet solo de Mowatt après le départ de Bury.